# Kochánov (district de Havlíčkův Brod)
Kochánov (en allemand : Chochansdof) est une commune du district de Havlíčkův Brod, dans la région de Vysočina, en République tchèque. Sa population s'élevait à 175 habitants en 2020.

## Géographie
Kochánov se trouve à 9 km au sud-sud-est de Havlíčkův Brod, à 16 km au nord-nord-ouest de Jihlava et à 100 km au sud-est de Prague.
La commune est limitée par Lípa au nord-ouest et au nord, par Okrouhlička à l'est, par Štoky et Úsobí au sud, et par Úhořilka à l'ouest.

## Histoire
La première mention écrite de la localité date de 1307.